# Lepidochrysops nyasae
Lepidochrysops nyasae är en fjärilsart som beskrevs av Bethune-Baker 1922. Lepidochrysops nyasae ingår i släktet Lepidochrysops och familjen juvelvingar. Inga underarter finns listade i Catalogue of Life.